# Rue de la Source (Paris)
Pour les articles homonymes, voir Rue de la Source.
La rue de la Source est une voie du 16e arrondissement de Paris, en France.

## Situation et accès

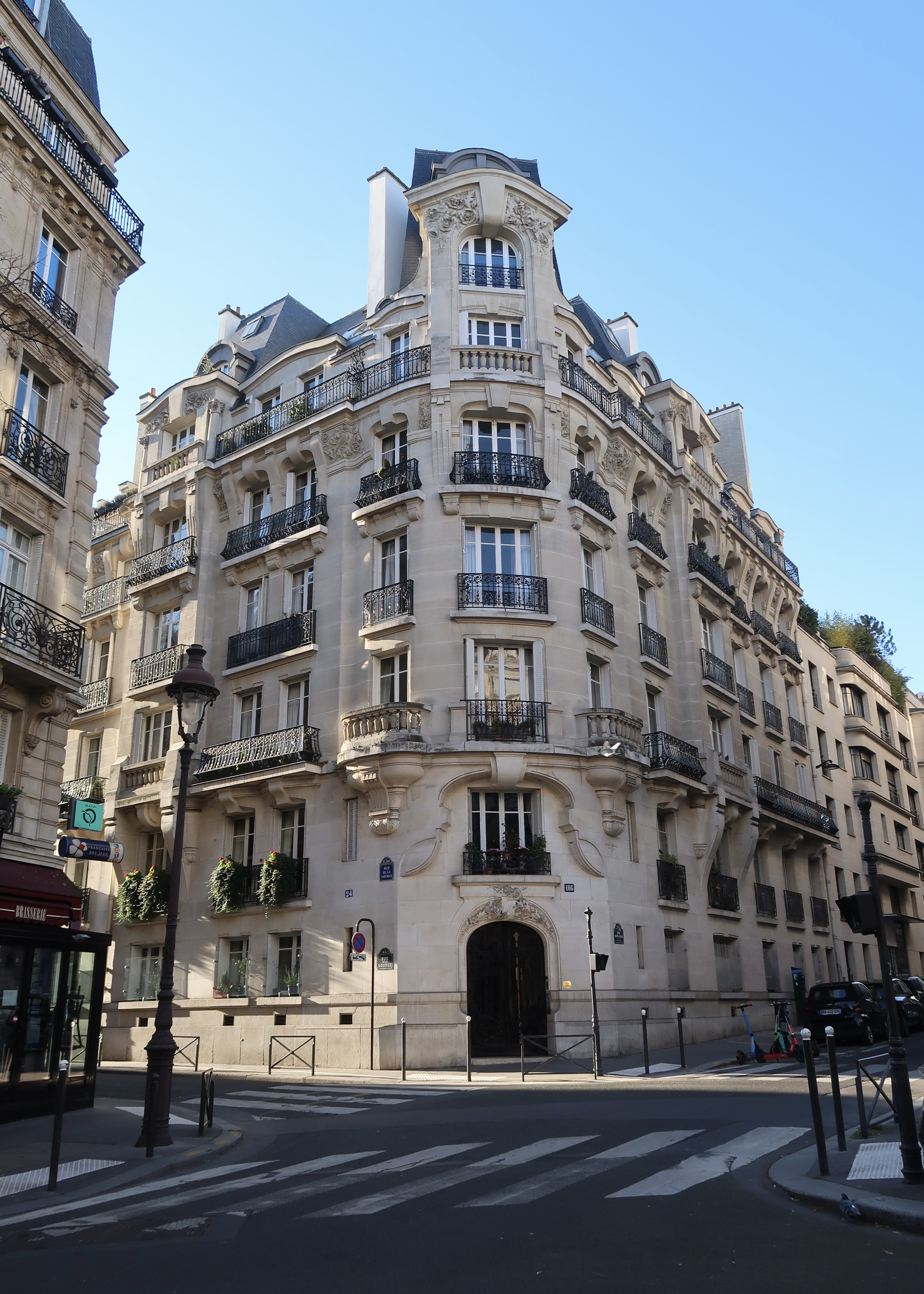
Au croisement avec l'avenue Mozart et la rue Henri-Heine.

La rue de la Source est une voie publique située dans le 16e arrondissement de Paris. Elle débute au 29, rue Ribera et se termine au 32-34, rue Pierre-Guérin.
Le quartier est desservi par les lignes 9 et 10 à la station Michel-Ange - Auteuil,  par la seule ligne 9 à la station Jasmin.

## Origine du nom
Elle tient son nom au fait qu'elle conduisait à la source minérale sulfureuse d'Auteuil,,.

## Historique
Cet ancien chemin de l'ancienne commune d'Auteuil, indiqué sur le plan cadastral de 1823 sous le nom de « sente des Vignes », prend sa dénomination actuelle en 1828 et est classé dans la voirie parisienne par le décret du 23 mai 1863.

## Bâtiments remarquables et lieux de mémoire

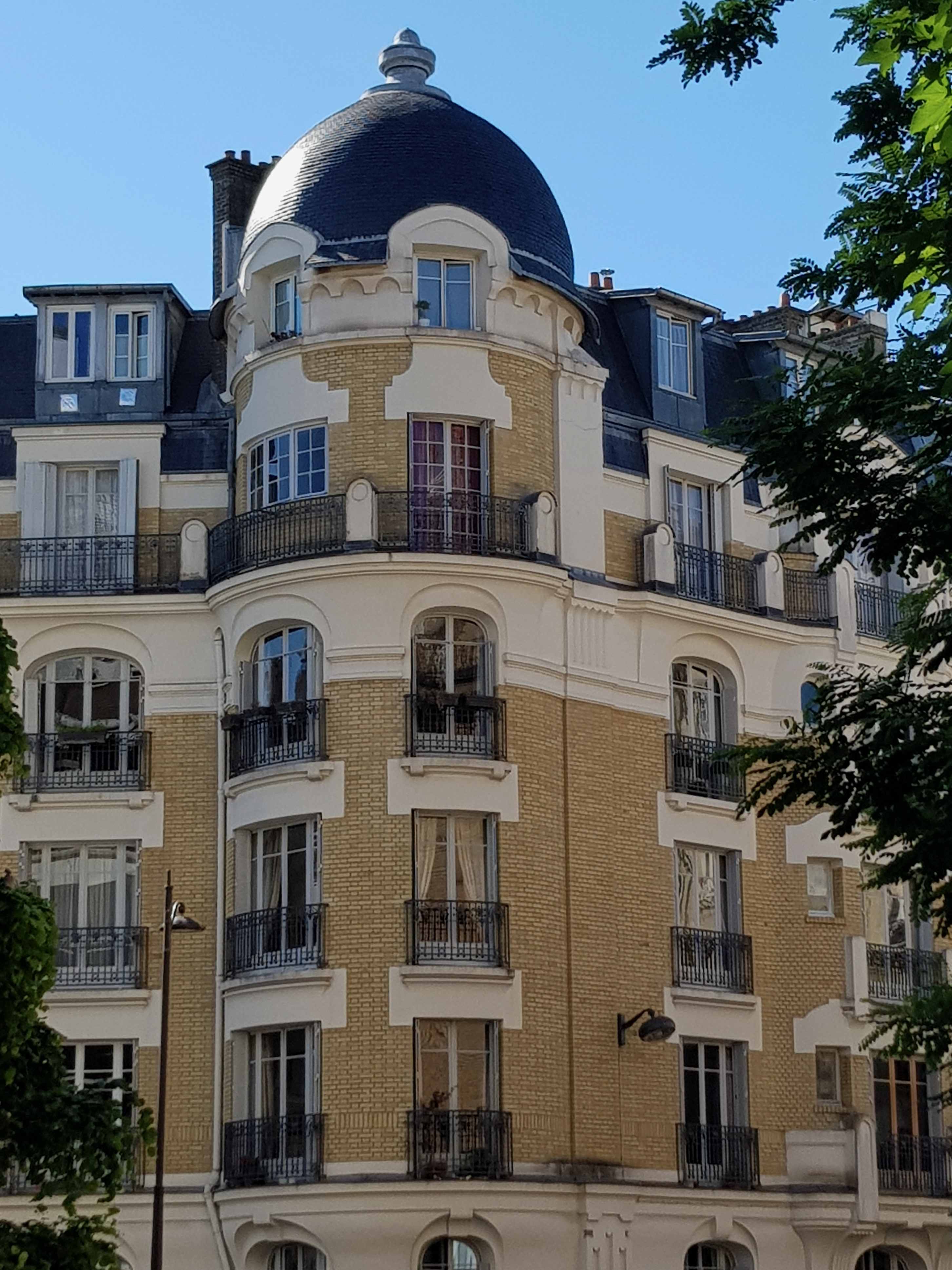
No 23.

- Le psychiatre Émile Blanche y vécut.
- Nos 3-5 : abbaye Sainte-Marie de Paris[1] ; la façade du no 5 date de 1933[4].
- No 11 bis : le 15 septembre 2019, un homme âgé de 100 ans meurt dans un incendie survenu dans l’établissement d’hébergement pour personnes âgées dépendantes (EHPAD) situé à cette adresse[5].
- No 23 (angle rue de la Mission-Marchand) : immeuble de 1925 dû aux architectes Jean Boucher et Paul Delaplanche (immeuble signé en façade).
- No 32 : dans les années 1960 y réside une communauté de clercs réguliers des Camilliens[1]. De nos jours, immeuble moderne.